# 내겐 너무 사랑스러운 그녀 (영화)
《내겐 너무 사랑스러운 그녀》(영어: Lars and the Real Girl)는 2007년에 개봉한 미국과 캐나다의 코미디 드라마 영화이다. 낸시 올리버가 각본을 맡고, 크레이그 길레스피가 감독을 맡았으며, 라이언 고슬링, 에밀리 모티머, 폴 슈나이더, 켈리 가너, 퍼트리샤 클라크슨 등이 출연하였다.
영화는 비앙카란 이름의 리얼돌과 사랑에 빠진, 착하지만 조금은 변덕스럽고 사교에 서투른 젊은 사내인 라스(고슬링 분)를 중심으로 한다. 비앙카는 성기와 2차 성징 특징이 해부학적으로 정확하게 표현된 섹스 돌이지만 라스는 비앙카와 성관계가 배제된 연인 사이로 지낸다. 라스의 형(슈나이더 분)과 형수(모티머 분) 그리고 작은 마을의 사람들은 라스를 위해 비앙카가 지역 사회에 들어오는 것을 받아들이고 환영하며, 그들이 깨닫지 못하는 사이 비앙카는 놀라운 방법을 통해서 그들의 삶에 영향을 준다.
영화 상영을 통해 초기 제작비를 회수하는 데는 실패했지만 평단으로부터 극찬을 받았다. 2008년 제80회 아카데미상에서 올리버가 각본상 후보에 올랐고, 고슬링은 제65회 골든 글로브상 뮤지컬·코미디 영화 부문 남우주연상과 제14회 미국 배우 조합상 남우주연상 후보에 지명되었다.

## 줄거리
작은 마을에 고립되어 살고 있는 라스 린드스트럼은 어머니가 자신을 낳다가 사망하여 그로 인한 상처와 출산 중 사망에 대한 불안감으로 극심한 사회적 회피와 접촉공포증을 겪고 있다. 형 거스와 형수 캐린의 노력에도 불구하고 라스는 가족 및 직장 동료들과 관계 맺기에 어려움을 느낀다. 
그러던 어느 날 라스는 온라인에서 만났다며 휠체어로 이동하는 브라질-덴마크 혈통의 선교사 ‘비앙카’를 데려온다. 비앙카는 실은 성인 사이트에서 주문한 실물 크기 인형이지만 라스는 비앙카를 살아있는 사람처럼 대한다. 
라스의 정신 건강을 걱정한 가족은 비앙카를 가정의학과 의사이자 심리학자인 다그마 버먼에게 데려간다. 버먼은 비앙카를 저혈압으로 진단하고 비앙카 진료를 핑계 삼아 라스와 정기 상담을 진행한다. 한편 라스는 동료 마고가 다른 동료와 사귀자 은근히 신경쓰는 모습을 보인다. 
라스는 직장 동료와 마을 사람들에게 비앙카를 여자친구로 소개하고, 마을 사람들은 라스를 위해 비앙카를 실제 인물처럼 대해준다. 주민들은 라스의 비앙카 의존도를 줄이려는 일환에서 비앙카를 사교 행사와 자원 봉사에 참여시키기까지 한다. 마고가 남자친구와 헤어지자 라스는 비앙카가 학교 교육 위원회 회의에 참석한 사이 마고와 볼링을 치러 간다. 
어느 날 라스는 비앙카가 반응이 없다며 당황하고, 비앙카는 병원으로 옮겨진다. 라스는 거스와 캐린에게 비앙카가 죽어가고 있다고 말한다. 버먼은 라스가 비앙카의 미래에 대해 결정을 내린 거라고 설명한다. 라스는 호숫가에서 비앙카와 마지막 시간을 함께 보내고, 마을 사람들의 애도 속에 비앙카의 장례식이 치러진다. 장례식 후 마고와 함께 남은 라스가 그녀에게 산책을 제안하며 영화는 끝을 맺는다.

## 출연
- 라이언 고슬링 - 라스 린드스트럼 역
- 에밀리 모티머 - 캐린 린드스트럼 역
- 폴 슈나이더 - 거스 린드스트럼 역
- R. D. 리드 - 복 목사 역
- 켈리 가너 - 마고 역
- 낸시 비티 - 그루너 부인 역
- 더그 레넉스 - 호프스테틀러 씨 역
- 조 보스틱 - 쇼 씨 역
- 비앙카 - 본인 역
- 리즈 고든 - 신들러 부인 역
- 니키 과다니 - 피터슨 부인 역
- 퍼트리샤 클라크슨 - 대그마 버먼 의사 역
- 캐런 로빈슨 - 신디 역
- 맥스웰 매케이브로코스 - 커트 역
- 빌리 패럿 - 에릭 역
- 샐리 케이힐 - 뎁 역
- 앤절라 빈트 - 샌디 역
- 리사 레포마텔 - 로럴 역
- 보이드 뱅크스 - 러셀 역
- 대런 하인스 - 무스 역
- 빅토르 고메스 - 헥터 역
- 토미 장 - 넬슨 역
- 아널드 피넉 - 백스터 역
- 조슈아 피스 - 제리 역
- 오로라 브라운 - 리사 역
- 앨릭 매클루어 - 스티브 역
- 태니스 버넷 - 간호사 에이미 역
- 로런 애시 - 홀리 역
- 린지 코널 - 빅토리아 역